# Берр, Элен
Элен Берр (фр. Hélène Berr; 27 марта 1921, Париж, Франция, — апрель 1945, Берген-Бельзен, Германия) — французская еврейка, которая вела дневник во время фашистской оккупации Франции. Во Франции она считается «французской Анной Франк».

## Биография
Элен Берр родилась в Париже в еврейской семье, жившей во Франции в течение нескольких поколений. Изучала русскую и английскую литературу в Сорбонне. Играла на скрипке.

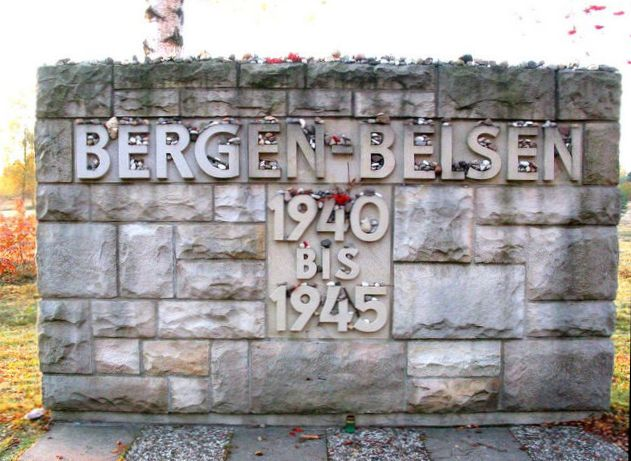
Вход в Берген-Бельзен

Она не смогла сдать выпускной экзамен, поскольку антисемитские законы режима Виши это запрещали.
Принимала активное участие в «Юнион женераль дез исраэлит де Франс».
8 марта 1944 года Элен и её родители были арестованы и отправлены в концентрационный лагерь Дранси, а оттуда 27 марта 1944 года — в Освенцим. В начале ноября 1944 года Элен была переведена в концлагерь Берген-Бельзен, где умерла в апреле 1945 года, всего за пять дней до освобождения лагеря.

## Дневник
Элен Берр начала делать записи 7 апреля 1942 в возрасте 21 года. Вначале ужасы антисемитизма и войны в её дневнике не появлялись. Пейзажи вокруг Парижа, чувства к молодому человеку, Жерару, и друзьям в Сорбонне — вот темы её дневника. Помимо учебы, значительную часть её жизни составляли чтения и обсуждения литературы, игра на скрипке и прослушивание музыки. Она влюбилась в Жана Моравецки, который отвечал ей взаимностью, но в конечном счете, в конце ноября 1942 года решил уехать из Парижа, чтобы присоединиться к «Свободной Франции».
В её тексте, который имеет много литературных цитат, в том числе Уильяма Шекспира, Джона Китса и Льюиса Кэрролла, война изначально появляется не более, как дурной сон. Но мало-помалу Элен начинает осознавать своё положение. Она сообщает о желтой звезде, которую евреи должны были носить, объявлениях, запрещающих им посещать общественные парки, комендантском часе и арестах, а также оскорблениях в адрес членов её семьи и друзей.

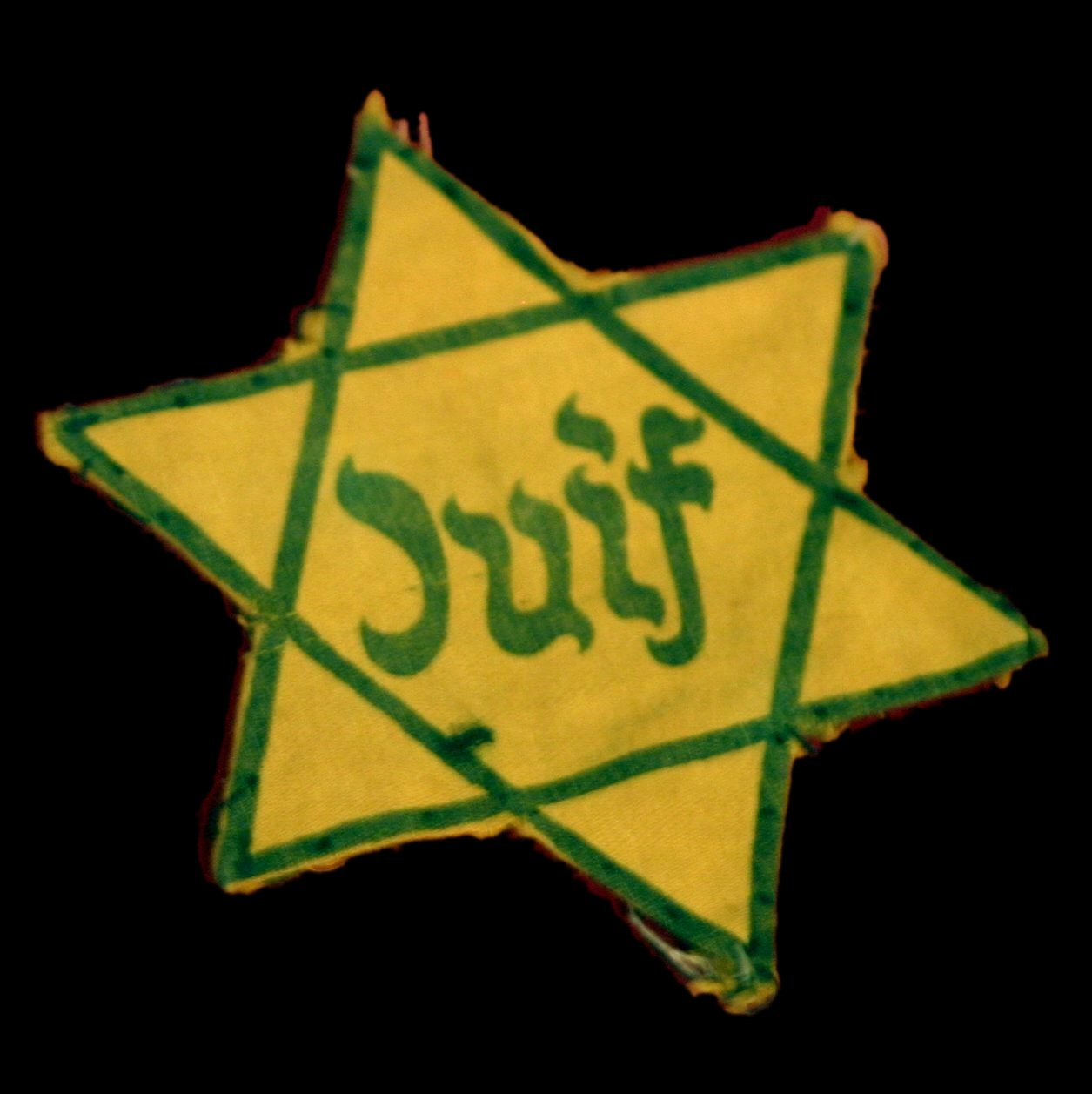
Желтый знак стал обязательным при режиме Виши

Акции, направленные против евреев, стали жёстче и болезненнее для всех, но окончательное решение никогда не объявлялось общественности. Из-за этого Берр, которая много работала с детьми-сиротами, изначально не могла понять, почему женщины и особенно дети депортируются в лагеря. До неё доходили слухи о газовых камерах, она жаловалась на страх перед будущим: «Мы живём каждый час как последний, даже не каждый день». Депортированные евреи рассказывали ей о планах нацистов. Последняя запись в дневнике посвящена беседе с бывшим военнопленным из Германии. Дневник заканчивается 15 февраля 1944 года цитатой из «Макбета» Шекспира: «Ужас! Ужас! Ужас!».

## Публикации
Берр наказала опубликовать её дневник жениху Жану Моравецки. Моравецки пережил войну и сделал дипломатическую карьеру. В ноябре 1992 года племянница Элен Берр, Мариэтта Жоб, решила разыскать Моравецки, чтобы опубликовать дневник. Моравецки передал ей дневник, состоявший из 262 отдельных страниц, в апреле 1994 года. Подлинник хранится в Парижском Мемориальном музее холокоста с 2002 года.
Дневник был впервые издан во Франции в январе 2008 года. Газета Libération объявил его событием начала 2008 года. Первый тираж составил 24 000 экземпляров и был распродан всего за два дня.